# Honzen-ryōri
Honzen-ryōri (本膳料理?) es uno de los tres estilos básicos de la cocina japonesa y una forma muy ritualizada y formal de servir la comida, en la que los platos se colocan cuidadosamente y se disponen en bandejas tradicionales de 4 patas; cena de plato completo, cena regular. Históricamente, esta comida se sirve individualmente en un mueble pequeño y consta principalmente de arroz, sopa y guarniciones. Honzen ha desaparecido en gran medida desde mediados del siglo XX, aunque algunos restaurantes todavía sirven lo que facturan como honzen ryōri. Ocasionalmente se prepara en las ceremonias de San San Kudo (protocolo tradicional de oriente) y también en las cenas de Año Nuevo.
Es una comida japonesa que se sirve en ceremonias y grandes eventos con una etiqueta y unos protocolos estrictos. Sus inicios datan de la época del Período Heian, en la que gozó de mucha notoriedad y popularidad, especialmente en las bodas y demás celebraciones.

## Historia
Honzen surgió entre los hogares guerreros en el período Muromachi (siglo XIV) «como un estilo de banquete de la clase samurái», en contraste con el anterior (有職料理 yūsoku-ryōri?) (siglo IX) de la aristocracia. Esto se correspondió con el ascenso y posterior atrincheramiento del poder de la clase guerrera, a saber, la nobleza.
Durante el período Muromachi después del shōgun Ashikaga Yoshimitsu en el siglo XIV, se desarrolló un elaborado sistema formal de servicio de comidas, conocido como honzen-ryōri (本膳料理?). Comenzaría con el shiki-sankon (式三献 "triple ronda de bebidas"?), cuyo remanente es el san san kudo (三三九度?) intercambiado entre el novio por la novia en las bodas japonesas tradicionales. Un patrón típico es shichigosan (七五三 "7-5-3"?), que puede referirse a tres bandejas con 7, 5 y 3 platos, aunque parece haber diferentes interpretaciones, y otros han sugerido que esto indica la ronda triple de bebidas, seguida de 5 rondas, luego de 7 bandejas. Las comidas para los invitados se sirven en sanpō (三方?), donde la bandeja (técnicamente llamada oshiki (折敷?)) se apoya debajo de un marco en forma de caja con tres de los lados ahuecados por grandes agujeros. Se reservaría un juego de bandejas de cuatro agujeros para la casa imperial.
Honzen ha dejado de ser practicado en su mayoría en el período posterior a la Segunda Guerra Mundial.